# نیک کسل
نیک کسل (انگلیسی: Nick Castle؛ زادهٔ ۲۱ سپتامبر ۱۹۴۷) هنرپیشه، کارگردان و فیلم‌نامه‌نویس اهل ایالات متحده آمریکا است.
وی بیشتر به خاطر همکاری‌هایش با جان کارپنتر کارگردان افسانه ای ژانر وحشت و بازی اش در نقش مایکل مایرز در فیلم هالووین (فیلم ۱۹۷۸) شناخته شده‌است.
با این حال نمیشه از ایده‌های خوبش در زمینهٔ فیلمنامه‌نویسی چشم پوشی کرد. از او می‌توان به عنوان نویسندهٔ فیلمهایی چون هوک و فرار از نیویورک (بعدها لوک بسون با الهام از این فیلم، فیلم گرفتار (فیلم ۲۰۱۲) را ساخت) یاد کرد.